# Servoz
Servoz ist eine französische Gemeinde im Département Haute-Savoie in der Region Auvergne-Rhône-Alpes.

## Geographie
Servoz liegt auf 814 m, westlich von Chamonix-Mont-Blanc, etwa 56 Kilometer südöstlich der Stadt Genf (Luftlinie). Das Dorf erstreckt sich in einem Talkessel in den Savoyer Alpen am Fuß des Mont Blanc, an der Mündung der Diosaz in die Arve, im südöstlichen Faucigny.
Die Fläche des 13,47 km² großen Gemeindegebiets umfasst einen Abschnitt des oberen Arvetals. Die südliche Grenze verläuft entlang der Arve, die unterhalb von Servoz mit starkem Gefälle nach Westen durch eine Schlucht fließt und nach wenigen Kilometern das breite Talbecken von Sallanches erreicht. Nach Norden reicht das Gemeindeareal über den Talboden und den Hang von Servoz bis auf die Höhen des Massif de Sixt. Nach Osten erstreckt sich der Gemeindeboden in die Schlucht der Diosaz und auf die nördlich davon liegende Pointe Noire de Pormenaz, auf der mit 2324 m die höchste Erhebung von Servoz erreicht wird und die zu den Aiguilles Rouges gehört.
Zu Servoz gehören neben dem eigentlichen Ortskern auch verschiedene Weilersiedlungen und Gehöfte, darunter:
- Vieux-Servoz (820 m) am oberen Eingang in die Talenge der Arve
- Le Mont (950 m) am Hang nördlich der Arve
- La Côte (1050 m) am Hang nördlich der Arve

Nachbargemeinden von Servoz sind Passy im Norden, Chamonix-Mont-Blanc im Osten sowie Les Houches im Süden.

## Geschichte
Das Gemeindegebiet von Servoz war bereits während der Römerzeit besiedelt, was anhand von Keramikfragmenten aus dem 3. und 4. Jahrhundert belegt werden konnte. Servoz selbst wird erst im Spätmittelalter erwähnt. Der Ortsname ist vom Patois-Ausdruck serva (Wald) abgeleitet. Die Gemeinde wechselte 1864 vom Kanton Saint-Gervais-les-Bains zum Kanton Chamonix-Mont-Blanc. Die beiden Wahlkreise (Kantone) wurden 2015 zusammengelegt.

## Sehenswürdigkeiten
Die Kirche Saint-Loup stammt ursprünglich aus dem Jahr 1537, wurde aber 1697 vergrößert und barockisiert. Das Oratoire Saint-Bernard bei Vieux-Servoz wurde im 19. Jahrhundert erbaut. Ferner sind Ruinen eines Turms aus dem 16. Jahrhundert erhalten.

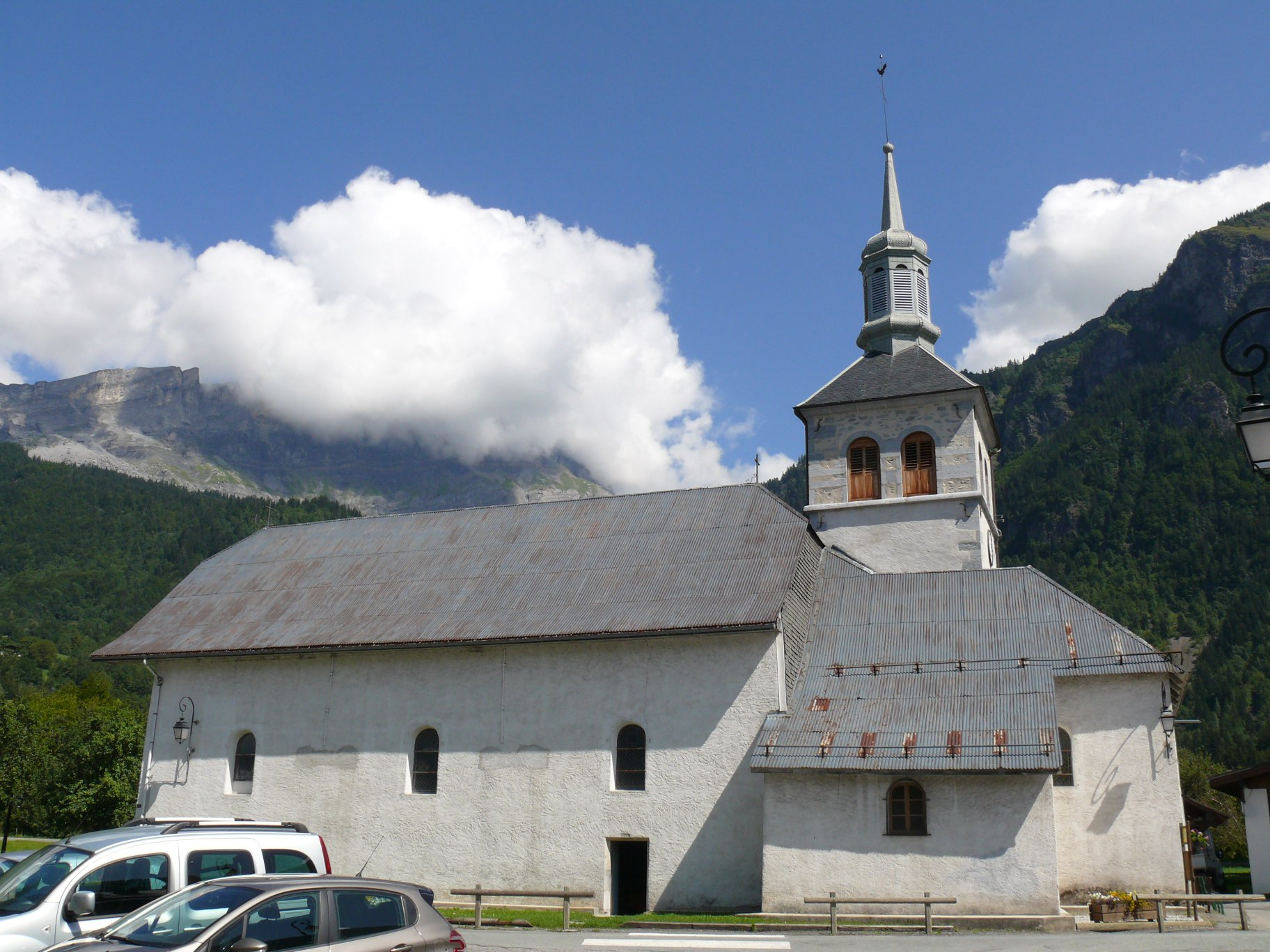
Kirche Saint-Loup
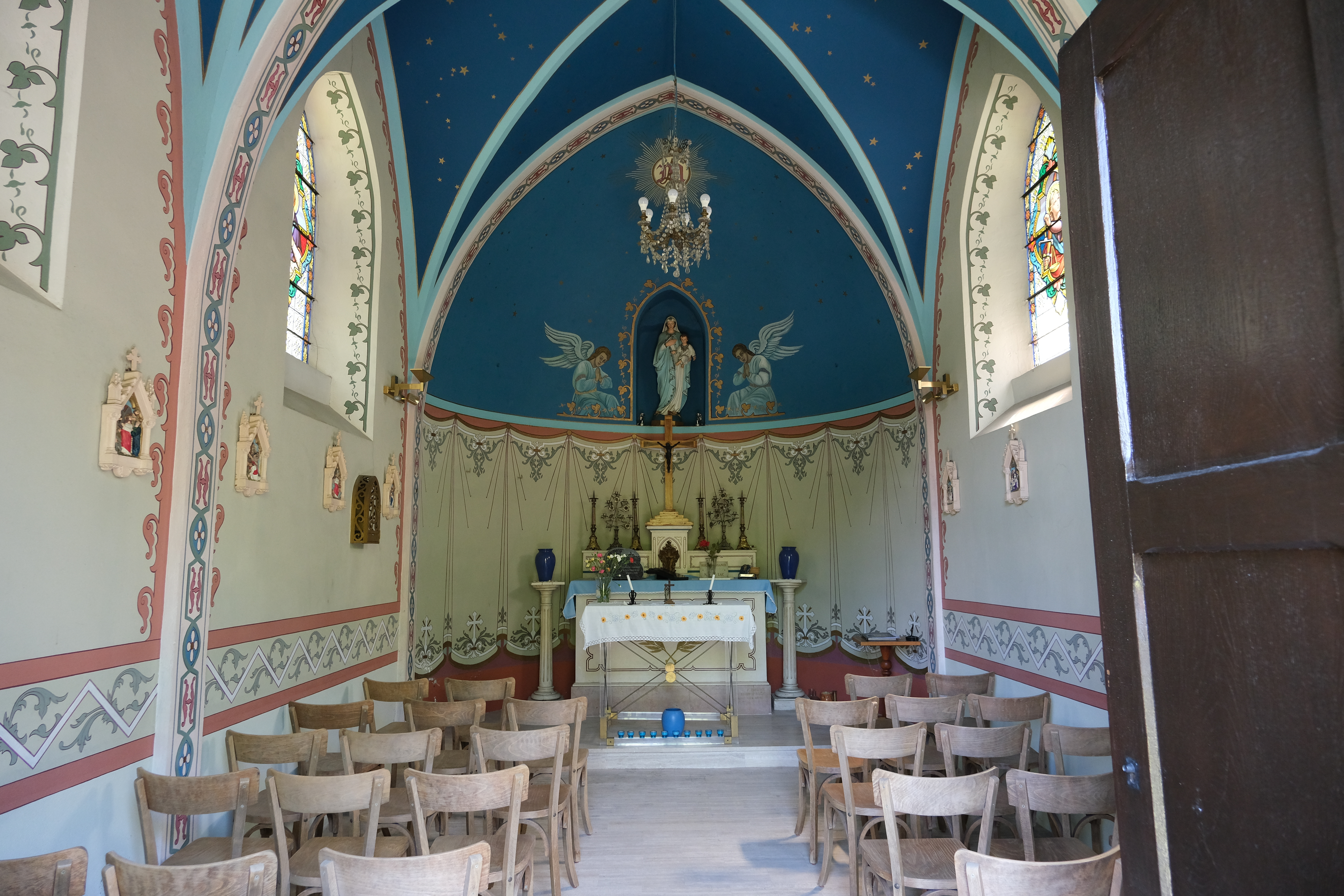
Kapelle Notre-Dame-du-Lac
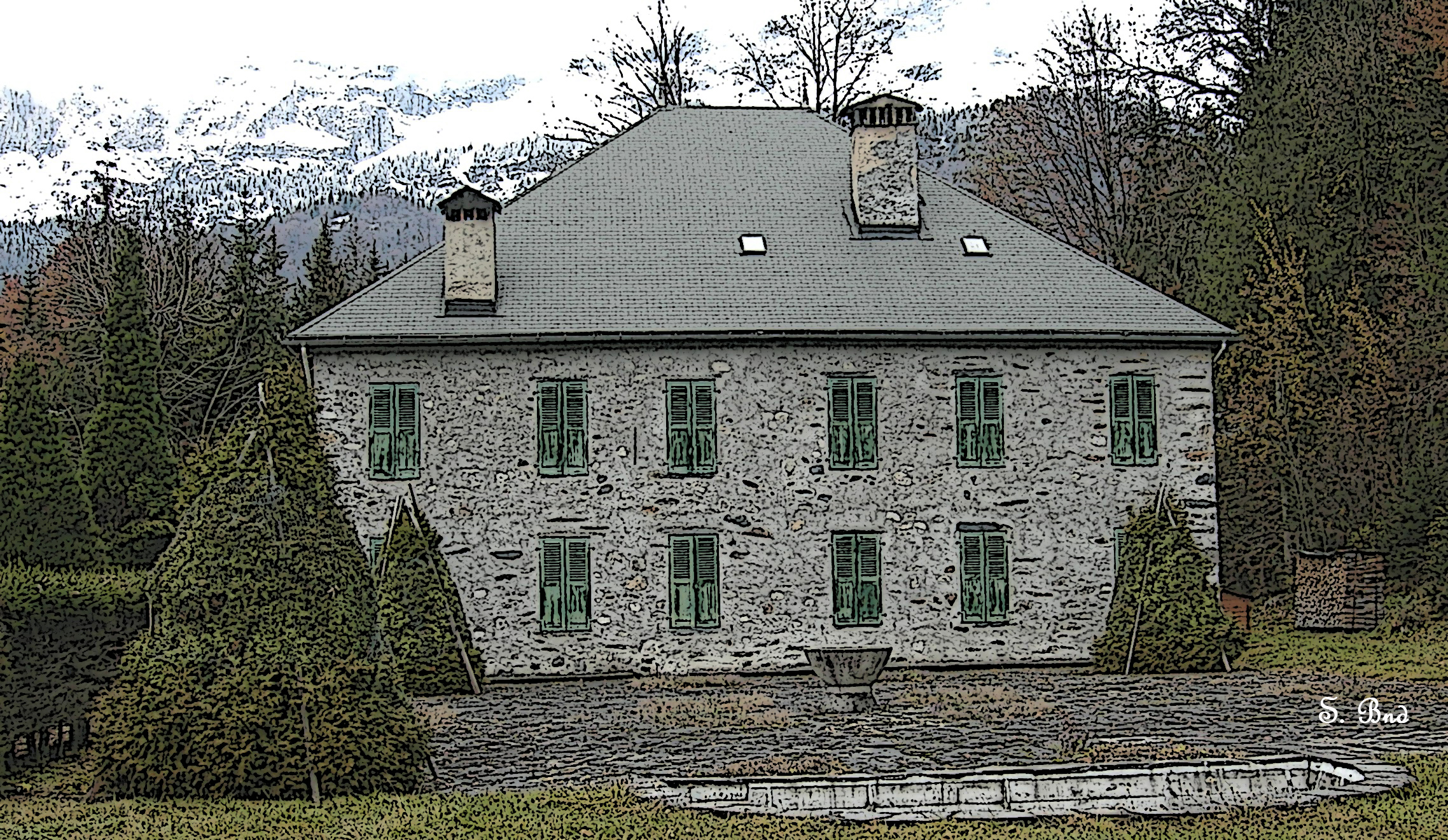
Ehemaliges Haus der Bergbaudirektion
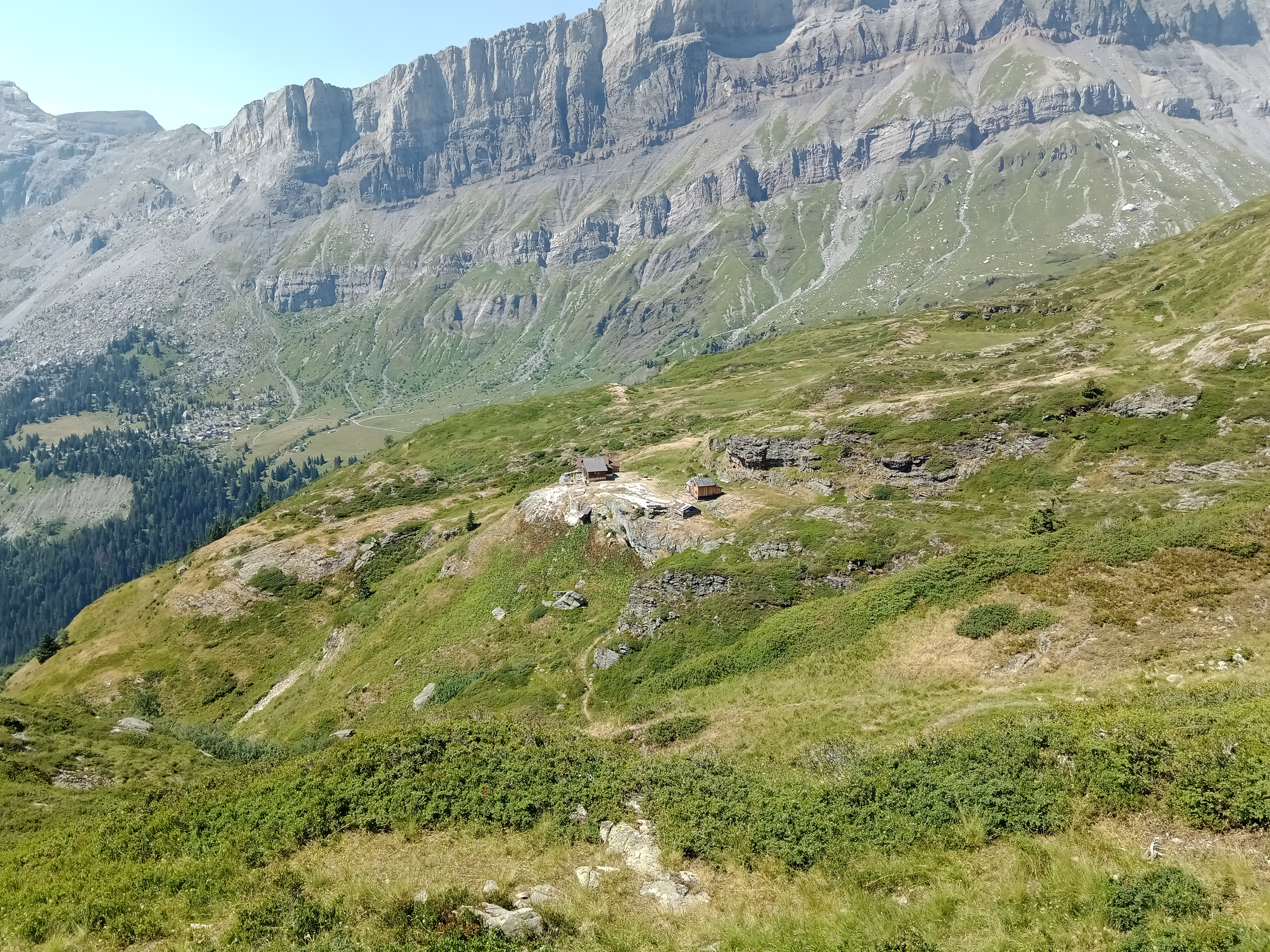
Chalets in der Umgebung von Servoz

## Bevölkerung
| Jahr                       | 1962 | 1968 | 1975 | 1982 | 1990 | 1999 | 2008 | 2020 |
| Einwohner                  | 441  | 426  | 434  | 435  | 619  | 818  | 917  | 1068 |
| Quellen: Cassini und INSEE |      |      |      |      |      |      |      |      |

Mit 1125 Einwohnern (Stand 1. Januar 2022) gehört Servoz zu den kleinen Gemeinden des Départements Haute-Savoie. Im Verlauf des 20. Jahrhunderts nahm die Einwohnerzahl aufgrund starker Abwanderung kontinuierlich ab (1901 wurden in Servoz noch 755 Einwohner gezählt). Seit Mitte der 1980er Jahre wurde jedoch wieder eine deutliche Bevölkerungszunahme verzeichnet.

## Wirtschaft und Infrastruktur
Servoz war bis weit ins 20. Jahrhundert hinein ein vorwiegend durch die Land- und Alpwirtschaft geprägtes Dorf. Auch der Bergbau (auf Kupfer, Blei und Silber) spielte zeitweise eine gewisse Rolle. Heute gibt es verschiedene Betriebe des Kleingewerbes. Viele Erwerbstätige sind Wegpendler, die in den größeren Ortschaften der Umgebung ihrer Arbeit nachgehen.
Die Ortschaft liegt abseits der größeren Durchgangsstraßen, ist aber von der vierspurigen Hauptstraße N205 (Passy–Chamonix) leicht erreichbar. Eine weitere Straßenverbindung mit Passy besteht über die Hanglagen oberhalb der Dörfer. Der Bahnhof Le Lac an der Bahnstrecke Saint-Gervais-Vallorcine befindet sich in einer Entfernung von rund einem Kilometer vom Ortszentrum.